# دينيس بويكو
دينيس بويكو (بالأوكرانية: Бойко Денис Олександрович)‏ (Denys Boyko) (مواليد 29 يناير 1988)، هو لاعب كرة قدم كان يلعب كحارس مرمى. يلعب مع منتخب أوكرانيا لكرة القدم منذ عام 2014.

## وصلات خارجية
- دينيس بويكو على موقع الاتحاد الأوربي (الإنجليزية)
- دينيس بويكو على موقع اتحاد تركيا (لاعب) (الإنجليزية)
- دينيس بويكو على موقع اتحاد أوكرانيا (الإنجليزية)
- دينيس بويكو على موقع قاعدة بيانات كرة القدم.إي يو (الإنجليزية)
- دينيس بويكو على موقع ليكيب (الفرنسية)
- دينيس بويكو على موقع ناشيونال فوتبول تيمز (الإنجليزية)
- دينيس بويكو على موقع Soccerbase.com (لاعب) (الإنجليزية)
- دينيس بويكو على موقع Soccerway.com (الإنجليزية)
- دينيس بويكو على موقع عالم كرة القدم.نت (الإنجليزية)
- دينيس بويكو على موقع AS.com (الإسبانية)